# العلاقات الأفغانية المجرية
العلاقات الأفغانية المجرية هي العلاقات الثنائية التي تجمع بين أفغانستان والمجر.

## مقارنة بين البلدين
هذه مقارنة عامة ومرجعية للدولتين:
| وجه المقارنة                                              | أفغانستان                    | المجر                                                       |
| --------------------------------------------------------- | ---------------------------- | ----------------------------------------------------------- |
| المساحة (كم2)                                             | 652.23 ألف                   | 93.04 ألف                                                   |
| عدد السكان (نسمة)                                         | 34.94 مليون                  | 9.78 مليون                                                  |
| الكثافة السكانية (ن./كم²)                                 | 53.57                        | 105.12                                                      |
| العاصمة                                                   | كابل                         | بودابست                                                     |
| اللغة الرسمية                                             | اللغة البشتوية، اللغة الدرية | لغة مجرية                                                   |
| العملة                                                    | أفغاني                       | فورنت مجري                                                  |
| الناتج المحلي الإجمالي (بليون دولار)                      | 20.82 مليار                  | 139.14 مليار                                                |
| الناتج المحلي الإجمالي (تعادل القوة الشرائية) بليون دولار | 62.62 مليار                  | 260.42 مليار                                                |
| الناتج المحلي الإجمالي الاسمي للفرد دولار أمريكي          | 594                          | 12.36 ألف                                                   |
| الناتج المحلي الإجمالي للفرد دولار أمريكي                 | 1.93 ألف                     | 25.07 ألف                                                   |
| مؤشر التنمية البشرية                                      | 0.479                        | 0.828                                                       |
| رمز المكالمات الدولي                                      | +93                          | +36                                                         |
| رمز الإنترنت                                              | .af                          | .hu                                                         |
| المنطقة الزمنية                                           | ت ع م+04:30                  | ت ع م+01:00، ت ع م+02:00، أوروبا/بودابست ‏، توقيت وسط أوروبا |

## منظمات دولية مشتركة
يشترك البلدان في عضوية مجموعة من المنظمات الدولية، منها:
| علم المنظمة | اسم المنظمة                               | تاريخ انضمام أفغانستان | تاريخ انضمام المجر |
| ----------- | ----------------------------------------- | ---------------------- | ------------------ |
|             | مؤسسة التنمية الدولية                     | 2 فبراير 1961          | 29 أبريل 1985      |
|             | يونسكو                                    | 4 مايو 1948            | 14 سبتمبر 1948     |
|             | وكالة ضمان الاستثمار متعدد الأطراف        | 16 يونيو 2003          | 21 أبريل 1988      |
|             | الأمم المتحدة                             | 19 نوفمبر 1946         | 14 ديسمبر 1955     |
|             | الاتحاد البريدي العالمي                   | ?                      | ?                  |
|             | البنك الدولي للإنشاء والتعمير             | 14 يوليو 1995          | 7 يوليو 1982       |
|             | الاتحاد الدولي للاتصالات                  | 12 أبريل 1928          | 1866               |
|             | منظمة حظر الأسلحة الكيميائية              | ?                      | ?                  |
|             | مؤسسة التمويل الدولية                     | 23 سبتمبر 1957         | 29 أبريل 1985      |
|             | المركز الدولي لتسوية المنازعات الاستشارية | 25 يوليو 1968          | 6 مارس 1987        |
|             | منظمة الشرطة الجنائية الدولية             | ?                      | ?                  |

## وصلات خارجية
- موقع وزارة الخارجية الأفغانية
- موقع وزارة الخارجية المجرية